# Phyllocoptes fructiphilus
Espèce
Phyllocoptes fructiphilus est  une espèce d'acariens de la famille des Eriophyidae, originaire d'Amérique du Nord. C'est un acarien de très petite taille, pratiquement invisible à l'œil nu, qui vit exclusivement sur les rosiers. Les dégâts directs de ce parasite sont insignifiants, mais il est aussi le vecteur du virus de la rosette du rosier. Cette maladie virale peut provoquer divers symptômes tels qu'une croissance excessive des pousses en forme de balai de sorcière, déformation des feuilles, prolifération des épines  (aiguillons), et peut entraîner une défoliation et la mort de la plante.